# 狐毛
狐毛（？—前629年），姬姓，狐氏，名毛，中国春秋時代晋国大夫，晋文公的舅舅。

## 生平
狐毛的父亲狐突出身狄族，有先見之明，出仕晋武公。武公之子晋献公娶狐突的女儿生重耳和夷吾，狐毛和弟弟狐偃为重耳门下。
驪姬之乱使晋国混乱，重耳开始了19年国外流亡。开始住在北狄，后来继位为晋惠公的夷吾密谋行刺重耳，重耳与属下大夫们流亡中原，经行卫国、齐国、曹国、宋国、郑国、楚国、秦国。前636年，在赵衰、狐偃、胥臣、先轸的辅佐下重耳成为国君晋文公，城濮之战，狐毛为上军将，狐偃为上军佐，狐毛、狐偃率领上军夹攻子西，为文公称霸立下大功。